# Yasir Seaidan
Pas d'image ? Cliquez ici
Yasir Seaidan, né en 1977 à Riyad, est un homme d’affaires et pilote saoudien de rallye-raid. 

## Biographie
Homme d’affaires dans l’immobilier et père de 5 enfants, il pratique le quad dans le désert depuis son enfance. Arrivé progressivement à la voiture, il remporte la Coupe du monde SSV FIA en 2013 et devient champion de rallye-raid FIA catégorie SSV en 2024.

### Résultats au Rallye Dakar
| Année | Catégorie | Marque                    | Position       | Victoires d'étapes | Copilote       |
| ----- | --------- | ------------------------- | -------------- | ------------------ | -------------- |
| 2014  |           |                           | Abd (5e étape) | -                  |                |
| 2016  |           | 39e                       | -              |                    |                |
| 2020  | Auto      | Mini                      | 9e             | -                  | Alexey Kuzmich |
| 2021  | Auto      | Century                   | 39e            | -                  | Alexey Kuzmich |
| 2022  | Auto      |                           | Abd (7e étape) | -                  |                |
| 2023  | SSV       | Can-Am Maverick           | 23e            | -                  | Alexey Kuzmich |
| 2024  | SSV       | Can-Am Maverick XRS Turbo | 3e             | 1                  | Adrien Metge   |